# THE八犬伝
『THE八犬伝』（ざはっけんでん）は、曲亭馬琴（滝沢馬琴）作の『南総里見八犬伝』を原作としたOVA作品。
1990年から2話ずつリリースされていたが制作プロデューサーの長谷川康雄と監督安濃高志とが揉めて6話以降の制作が中止となった。
2年後、新章と改め続きを製作するも長谷川康雄以外のスタッフのほとんどが変更され、名ばかりの続編となった。
2005年には、ジェネオンエンタテインメントからDVDで発売されている。
THE八犬伝の1話、新章の3・4話では個性的なアニメーターが集結しており、後のアニメ業界に多大な影響を与えた。アニメーターの中澤一登は新章4話をその傑出した作画から「神の作品」と評価している。

## THE八犬伝
1990年から1991年にかけてVHSとレーザーディスクが発売された。全6話。
- 監督 - 安濃高志
- 脚本・構成 - 会川昇
- オリジナルキャラクターデザイン - 山形厚史
- 色彩設定 - 中山久美子（#4除く）、中村栄里（#4のみ）
- 撮影監督 - 小西一廣
- 美術監督 - 南郷洋一 (#1)、脇威志 (#2)、串田達也 (#4)
- 美術設定 - 脇威志 (#3)
- 美術ボード - 南郷洋一 (#3)、串田達也 (#3)
- 美術 - 平城徳浩 (#5)、串田達也 (#5)、神山けんじ (#6)
- 編集 - 掛須秀一
- 音響監督 - 山崎あきら
- 音楽 - くどう隆 (THE TOPS)
- 音楽制作 - ビクター音楽産業 VICL-65 (廃盤)
- 音楽プロデューサー - 佐々木史朗
- プロデューサー - 三浦亨
- 企画 - 三浦亨、会川昇
- 制作プロデューサー - 長谷川康雄
- 製作・著作 - AIC
- 製作・発売 - 株式会社双進映像
- 販売 - 株式会社アスミック

### 主題歌
エンディングテーマ 1「雨が3日続くと」(#1、#3、#5)
作曲 - 山際築 / 作詞 - 山際祥子 / 歌 - THE TOPS
エンディングテーマ 2「FRIENDS」(#2、#4、#6)
作曲 - くどう隆 / 作詞 - 山際祥子 / 歌 - THE TOPS

### 各話リスト
| 話数  | サブタイトル | 脚本   | 絵コンテ | 演出           | 作画監督           | VHS/LD初回発売日 |
| ----- | ------------ | ------ | -------- | -------------- | ------------------ | ---------------- |
| 第1話 | 万華鏡       | 会川昇 | -        | -              | 大平晋也、橋本晋治 | 1990年10月25日   |
| 第2話 | 闇神楽       | 会川昇 | -        | 岡本有樹郎     | 二村秀樹、山形厚史 | 1990年10月25日   |
| 第3話 | 婆娑羅舞     | 会川昇 | 山崎理   | 青木武         | 越智博之           | 1990年12月25日   |
| 第4話 | 芳琉閣       | 鳴海丈 | -        | なかむらたかし | なかむらたかし     | 1990年12月25日   |
| 第5話 | 夜叉囃子     | 会川昇 | -        | 岡本有樹郎     | 奥田淳、池畑文子   | 1991年3月25日    |
| 第6話 | 鬼哭蟬       | 会川昇 | -        | 青木武         | 本橋秀之、山形厚史 | 1991年3月25日    |

## THE 八犬伝 〜新章〜
1993年から1995年にかけて発売された。全7話。
- 原作 - 曲亭馬琴
- 監督 - 岡本有樹郎
- オリジナルキャラクターデザイン - 山形厚史
- キャラクターデザイン - 奥田淳（#2から）
- 美術監督 - 神山健治（#1・#3・#6）、竹田悠介（#2）、太田大（#4）、荒井賢（#5）、加藤浩（#7）
- 美術設定 - 加藤浩 (#2、#5)
- 美術ボード - 竹田悠介 (#4)
- 色彩設計 - 大槻浩司
- 撮影監督 - 小西一廣（#3まで）、佐藤均（#4から）
- 音響監督 - 岩浪美和
- 音楽 - 工藤隆
- 歌 - THE八犬士、INVOICE
  - 挿入歌 - 「迷いの船出」作詞：枯堂夏子、作曲：工藤隆、編曲：工藤隆、歌：THE八犬士（関俊彦、山口勝平、日高のり子、大塚明夫、西村智博、山寺宏一、玄田哲章、高山みなみ）
  - エンディング・テーマ - 「旅～生命の章～」作詞：高木隆次、作曲：高木隆次、編曲：INVOICE、歌：INVOICE
- プロデューサー - 森尻和明、長谷川康雄
- 制作 - AIC
- 製作 - パイオニアLDC

### 各話リスト
| 話数  | サブタイトル | 脚本     | 絵コンテ・演出   | 作画監督                          |
| ----- | ------------ | -------- | ---------------- | --------------------------------- |
| 第1話 | 妖霊         | 会川昇   | 岡本有樹郎       | 寺沢伸介、冨沢和雄                |
| 第2話 | 対牛楼       | 鎌田秀美 | 岡本有樹郎       | 奥田淳、堀内博之                  |
| 第3話 | 妖猫譚       | 鎌田秀美 | うつのみやさとる | 橋本晋治                          |
| 第4話 | 浜路再臨     | 鎌田秀美 | 大平晋也         | 湯浅政明                          |
| 第5話 | 犬士冥合     | 鎌田秀美 | 岡本有樹郎       | 奥田淳、堀内博之 外丸達也、古瀬登 |
| 第6話 | 欣求浄土     | 鎌田秀美 | あお木武         | 北島信幸、山形厚史                |
| 第7話 | 厭離穢土     | 鎌田秀美 | 岡本有樹郎       | 奥田淳                            |

## キャスト

### 八犬士
- 犬塚信乃：関俊彦
- 犬川荘助（額蔵）：山口勝平
- 犬田小文吾：玄田哲章
- 犬山道節：山寺宏一
- 犬村大角：大塚明夫
- 犬飼現八：西村智博
- 犬坂毛野：高山みなみ[3]
- 犬江親兵衛（大八）：日髙のり子

### 里見家
- 伏姫：伊藤美紀
- 丶大法師（金碗大輔）：江原正士
- 里見義実：大木民夫
- 里見義成：森川智之・坂東尚樹
- 五十子：浅井淑子
- 浜路姫：久川綾

### 敵対者
- 玉梓（船虫）：勝生真沙子
- 網干左母二郎（山下定包）：鈴置洋孝・池田秀一[4]
- 蟇田素藤：沢りつお

### 犬士の周辺人物

#### 大塚の人々
- 浜路：本多知恵子
- 大塚蟇六：滝口順平
- 亀篠：野沢雅子
- 犬塚番作：青野武
- 簸上宮六：屋良有作
- 軍木五倍二：亀山助清
- 簸上社平：中原茂
- 背助：椎橋重

#### 足利家
- 足利成氏：今西正男
- 横堀在村：北村弘一

#### 行徳の人々
- ふさ八：速水奨
- ぬい：鷹森淑乃

#### 犬山家
- 姥雪世四郎：鈴木清信
- 力二郎：梁田清之
- 尺八郎：星野充昭
- ひくて：井上喜久子
- ひとよ：平松晶子

#### 扇谷家
- 巨田助友：中村秀利
- 竈戸三宝平：梅津秀行

#### 千葉家
- 馬加大記：西村知道
- 籠山逸東太：宇垣秀成
- 馬加鞍弥吾：渡辺久美子

#### 庚申山の人々
- 赤岩一角：大塚周夫
- 雛衣：玉川紗己子
- 正香：安藤ありさ
- 八党東太：舟津俊雄
- 仡足撥太郎：安井邦彦

#### 甲斐の人々
- 四六城木工作：糸博
- 夏引：安達忍
- 娼内：小室正幸
- 泡雪奈四郎：大友龍三郎

### その他の人物
- 神余光弘：清川元夢
- 金碗八郎：茶風林
- 安西景連：小関一
- 落武者：鈴木清信、中村秀利、梁田清之
- 額蔵の母：松岡洋子
- 辰己屋・主人：石森達幸
- 茶店のおやじ：辻村真人
- 役不明またはその他：堀本等、北島淳司、安永沙都子、納谷六朗、関根信昭、三木眞一郎、高木渉、久梨原れな、柴田由美子、永野広一、園部啓一、伊崎寿克、藤井朝子、鈴木琢磨、舟田敬
- 語り：肝付兼太